# Sjællandsserien (fodbold)
Sjællandsserien er den sjettebedste fodboldrække (en blandt flere) i Danmarksturneringen.
Det er derimod den bedste fodboldrække for herrer administreret af lokalunionen DBU Sjælland. Serien består af 2 puljer med hver 14 hold. Til eftåret 2026 vil serien blive ændret til 3 puljer á 8 hold.

## Ny struktur fra sæsonen 2025-26
Fra sæsonen 2025-26 vil der være halvårlig turnering fra Sjællandsserien og nedefter, det betyder at der vil være op- og nedrykning både efterår og forår hver sæson.

### Efterår 2025
Der spilles en sæson i efteråret med en kamp imod hvert hold. Nr. 1-4 rykker op i Sjællandsseriens oprykningspulje til foråret 2026. Nr. 5-10 samt bedste 11´er rykker i Sjællandsseriens nedrykningspuljer til foråret 2026 og Nr. 12-14 samt dårligste 11´er rykker ned i Serie 1 til foråret 2026.

### Forår 2026
Her vil der blive spillet en oprykningspulje om at rykke op i Danmarksserien. Der vil ydermere blive spillet nedrykningspuljer om at rykke ned i Serie 1.
Rækkerne under Sjællandsserien 

## Sjællandsmestre
Siden sæsonen 2015-16 er der årligt blevet en kamp mellem vinderen af pulje 1 og pulje 2, hvor vinderen er kåret til Sjællandsmester. Før denne sæson var der kun en pulje i Sjællandsserien og vinderen af denne, var Sjællandsmester.
| Sæson   | Mestre             | Hjemmehold     | Udehold               | Resultat     | Stadion                    | Reference    |
| ------- | ------------------ | -------------- | --------------------- | ------------ | -------------------------- | ------------ |
| 2024-25 | Espergærde IF      | Såby Fodbold   | Espergærde IF         | 0-2          | Såby Stadion               | [ 3 ]        |
| 2023-24 | Fredensborg BI     | Fredensborg BI | Nykøbing FC (2. hold) | 2-1          | Fredensborg Stadion        | [ 4 ]        |
| 2022-23 | Glostrup F.K.      | Glostrup F.K.  | Ringsted IF           | 1-0          | Glostrup Idrætspark        | [ 5 ]        |
| 2021-22 | Gørslev IF         | Gørslev IF     | VB 1968               | 1-0          | Gørslev Stadion            | [ 6 ]        |
| 2020-21 | Herstedøster IC    | Ringsted IF    | Herstedøster IC       | 3-5          | Ringsted Stadion           | [ 7 ]        |
| 2019-20 | Ingen mestre       | Ingen mestre   | Ingen mestre          | Ingen mestre | Ingen mestre               | Ingen mestre |
| 2018-19 | Køge Nord FC       | Køge Nord FC   | Frederikssund         | 6-0          | Rishøj Stadion             | [ 8 ]        |
| 2017-18 | Allerød FK         | Allerød FK     | Ishøj IF              | 5-2          | Allerød Idrætspark         | [ 9 ]        |
| 2016-17 | IF Skjold Birkerød | Slagelse B&I   | IF Skjold Birkerød    | 0-2          | Slagelse Stadion           | [ 10 ]       |
| 2015-16 | Stenløse BK        | Herlufsholm GF | Stenløse BK           | 3-5          | SEIFFERT ARENA (Kunstgræs) | [ 11 ]       |

| Sæson   | Mestre                   | Reference |
| ------- | ------------------------ | --------- |
| 2014-15 | Hillerød Fodbold         | [ 12 ]    |
| 2013-14 | Kalundborg GB            | [ 13 ]    |
| 2012-13 | Roskilde KFUM            | [ 14 ]    |
| 2011-12 | Ledøje-Smørum Fodbold    | [ 15 ]    |
| 2010-11 | B. 1973, Herlev          | [ 16 ]    |
| 2009-10 | FC Øresund               | [ 17 ]    |
| 2008-09 | Frederikssund IK         | [ 18 ]    |
| 2008    | Næstved IF               | [ 19 ]    |
| 2007    | Fredensborg BI           | [ 20 ]    |
| 2006    | Køge BK                  | [ 21 ]    |
| 2005    | Lyngby BK                | [ 22 ]    |
| 2004    | Skovlunde IF             | [ 23 ]    |
| 2003    | KFUM's Boldklub Roskilde | [ 24 ]    |